# Seraphiel
Seraphiel (en hébreu שׂרפיאל, signifiant « Prince du Grand Ordre Angélique ») est le nom d'un ange dans le Livre apocryphe d'Enoch.
Protecteur de Metatron, Seraphiel détient le plus haut rang des séraphins avec son suivant, directement sous lui, Jehoel. Nommé de manière éponyme comme chef des séraphins, l'un des nombreux pour qui cette fonction est revendiquée, Séraphiel est l'un des huit anges juges et un prince de la Merkabah. Dans 3 Hénoch, Seraphiel est décrit comme un ange énorme et brillant aussi grand que les sept cieux avec un visage qui ressemble à celui d'un ange et un corps comme celui d'un aigle. Il est beau comme l'éclair et la lumière de l'étoile du matin. En tant que chef des séraphins, il s'engage à leurs soins et leur enseigne des chants pour glorifier Dieu. 
Dans la tradition magique, Seraphiel est l'un des souverains du mardi et de la planète Mercure. Il est invoqué depuis la Nord,.
Israfil pourrait probablement être son homologue dans l'Islam, l'un des Archanges et un ange de la musique avec un nom similaire de même signification.